# Cell 16
Cell 16 (en español, 'Célula 16') fue una organización feminista radical estadounidense que tuvo lugar entre los años 1968 y 1973. Fue conocida por su programa de celibato, segregación sexual —separación entre mujeres y hombres— y entrenamiento de autodefensa (especialmente karate). Considerada demasiado extrema por los medios del establishment y por muchas feministas convencionales, la organización fue pintada como una vanguardia de extrema izquierda.

## Ideología
Fundada en 1968 por Roxanne Dunbar, Cell 16 ha sido considerada varias veces como la primera organización en promover el concepto de feminismo separatista. Alice Echols, historiadora de la cultura, cita esta organización como un ejemplo de feminismo separatista heterosexual, puesto que este grupo nunca propuso el lesbianismo como una estrategia política. Echols atribuye a Cell 16 el mérito de haber establecido el fundamento teórico del separatismo lésbico. En No More Fun and Games, el periódico de la organización, los miembros Roxanne Dunbar y Lisa Leghorn aconsejaron a las mujeres «separarse de los hombres que no están trabajando conscientemente por la liberación de la mujer», así como períodos de celibato en lugar de relaciones lésbicas, que algunos grupos de lesbianas etiquetaron como «nada más que una solución personal».

## Historia
En el verano de 1968, Dunbar colocó un anuncio en un periódico clandestino de Boston, Massachusetts, pidiendo la creación de un «Frente de Liberación de la Mujer». La membresía original también incluía a Hillary Langhorst, Sandy Bernard, Dana Densmore, la hija de Donna Allen, Betsy Warrior, Ellen O'Donnell, Jayne West, Mary Anne Weathers, Maureen Maynes, Gail Murray y Abby Rockefeller.
El nombre del grupo tenía la intención de «enfatizar que eran solo una célula de un movimiento orgánico» y hacía referencia a la dirección de sus reuniones: 16 Lexington Avenue.
Publicaron No More Fun and Games («No más diversión y juegos») hasta 1973. En 1973 también se disolvió Cell 16.